# True Colors (신디 로퍼의 음반)
| 전문가 평가       | 전문가 평가 |
| 평가 점수         | 평가 점수   |
| 출처              | 점수        |
| ----------------- | ----------- |
| AllMusic          | [ 1 ]       |
| The Village Voice | B−          |
| Rolling Stone     | Favorable   |

《True Colors》는 1986년 9월 16일에 포트레이트 레코드가 발매한 미국의 가수 신디 로퍼의 두 번째 스튜디오 음반이다. 이 음반은 〈True Colors〉, 〈Change of Heart〉, 그리고 〈What's Going On〉이 빌보드 핫 100에서 20위 안에 들면서 상업적으로 성공적인 싱글들을 발매했다. 이 음반은 레니 펫제와 함께 로퍼가 직접 프로듀싱했다.
발매되자마자, 그 음반은 음악 비평가들로부터 대체적으로 긍정적인 평가를 받았다. 이 음반은 제29회 그래미 어워드에서 두 개의 후보에 오르는 것을 포함하여, 로퍼에게 여러 상과 찬사를 주었다. 《True Colors》는 빌보드 200 차트에서 4위를 차지했다. 이 음반은 전 세계적으로 약 700만 장이 팔린 로퍼의 두 번째 베스트셀러 음반이다.

## 배경 및 제작
1985년 말까지, 로퍼는 세계에서 가장 많이 팔리는 아티스트들 중 한 명으로 자리매김했다. 그녀의 첫 스튜디오 음반은 미국 음반 산업 협회에 의해 4배 플래티넘 인증을 받았고, 1백만 장 이상의 판매량으로 캐나다에서 다이아몬드 인증을 받았고, 그녀는 그 당시 그러한 업적을 이룬 첫 번째 가수가 되었다. 《빌보드》에 따르면, 음악 산업은 그녀가 데뷔의 성공을 유지할 수 있을지 궁금해하며 이 가수의 다음 단계에 주목하고 있었다.
그녀의 자서전에서, 그 가수는 그녀가 처음에 《She's So Unusual》을 프로듀싱한 릭 처토프가 그녀의 두 번째 음반이 될 것을 프로듀싱할 계획이었지만, 그에 대한 경험이 문제가 되었고 그녀는 마음을 바꿨다. 마찬가지로 롭 하이만이 처토프와 제휴한 이후 그와 함께 음반 제작을 거부했다. 그 음반은 그녀와 레니 펫제에 의해 제작되었다. 로퍼는 이 음반의 곡들이 "소신의 용기를 가지고 자신을 조금 사랑하라"와 "자신에게 너무 심하게 굴지 말라"고 말하는 방법이라고 말했다. 음반에 수록된 대부분의 곡들을 작곡한 것 외에도, 그 가수는 또한 그것을 프로듀싱했다.
빌리 스타인버그와 톰 켈리가 쓴 이 타이틀곡은 많은 다른 아티스트들에 의해 커버되었고 1988년 하계 올림픽, 2003년 럭비 월드컵, 그리고 코닥 카메라와 영화의 주제곡으로 사용되었다.
2010년, 이 노래는 《섹스 앤 더 시티 2》의 사운드트랙에도 실렸다. 《True Colors》는 11트랙 디지털 리마스터링된 CD 음반으로 일본 독점 한정판 박스 세트에서 재발매되었다.

## 상업적 성능
미국에서 《True Colors》는 미국 음반 산업 협회로부터 더블 플래티넘 인증을 받았고 빌보드 200에서 4위를 차지했다. 이 곡은 호주 차트에서 4주 동안 1위를 차지했고 일본에서는 《She's So Universal》을 앞질렀지만 대부분의 국가에서는 그렇지 않았다. 이 음반은 싱글 〈True Colors〉 (빌보드 핫 100 1위), 〈Change of Heart〉 (3위), 〈What's Going On〉 (12위), 그리고 〈Boy Blue〉 (71위)를 생산했다. 〈Boy Blue〉의 비디오는 프랑스 파리에서 열린 제니스 콘서트의 라이브 공연이었지만, 각 싱글은 뮤직 비디오를 가지고 있었다. 로퍼의 공식 웹사이트에 따르면, 이 음반은 호주에서 4배 플래티넘, 이탈리아에서 플래티넘 인증을 받았다. 이 음반은 전 세계적으로 약 7백만 장이 팔렸다.

## 곡 목록
| #  | 제목                      | 작사·작곡                           | 재생 시간 |
| -- | ------------------------- | ----------------------------------- | --------- |
| 1. | 〈Change of Heart〉       | 에스트라 모호크, 신디 로퍼          | 4:22      |
| 2. | 〈Maybe He'll Know〉      | 로퍼, 존 투리                       | 4:25      |
| 3. | 〈Boy Blue〉              | 로퍼, 스티븐 브로턴 런트, 제프 보바 | 4:46      |
| 4. | 〈True Colors〉           | 톰 켈리, 빌리 스타인버그            | 3:46      |
| 5. | 〈Calm Inside the Storm〉 | 로퍼, 릭 데린저                     | 3:54      |

| #   | 제목                   | 작사·작곡                                                                                             | 재생 시간 |
| --- | ---------------------- | --- | --------- |
| 6.  | 〈What's Going On〉    | 르날도 벤슨, 알 클리블랜드, 마빈 게이                                                                 | 4:39      |
| 7.  | 〈Iko Iko〉            | 로사 리 호킨스, 바바라 앤 호킨스, 조앤 마리 존슨, 샤론 존스, 마릴린 존스, 부갈루 조 존스, 제시 토머스 | 2:08      |
| 8.  | 〈The Faraway Nearby〉 | 로퍼, 톰 그레이                                                                                       | 3:00      |
| 9.  | 〈911〉                | 로퍼, 런트                                                                                            | 3:16      |
| 10. | 〈One Track Mind〉     | 로퍼, 지미 브라로어, 레니 펫제, 보바                                                                  | 3:41      |

## 인증
| 국가                                                  | 인증        | 판매량/출하량 |
| ----------------------------------------------------- | ----------- | ------------- |
| 오스트레일리아 (ARIA)                                 | 골드        | 35,000^       |
| 브라질                                                | —           | 300,000       |
| 캐나다 (뮤직 캐나다)                                  | 2× 플래티넘 | 200,000^      |
| 프랑스 (SNEP)                                         | 골드        | 100,000*      |
| 홍콩 (IFPI 홍콩)                                      | 골드        | 10,000*       |
| 일본                                                  | —           | 404,000       |
| 뉴질랜드 (RMNZ)                                       | 플래티넘    | 15,000^       |
| 스위스 (IFPI 스위스)                                  | 골드        | 25,000^       |
| 영국 (BPI)                                            | 실버        | 60,000^       |
| 미국 (RIAA)                                           | 2× 플래티넘 | 2,000,000^    |
| 요약                                                  |             |               |
| 전 세계                                               | —           | 7,000,000     |
| *판매량을 기반으로 한 인증 ^출하량을 기반으로 한 인증 |             |               |